# Huperzia bucahwangensis
Huperzia bucahwangensis är en lummerväxtart som beskrevs av Ren Chang Ching. Huperzia bucahwangensis ingår i släktet lopplumrar, och familjen lummerväxter. Inga underarter finns listade i Catalogue of Life.